# قاي فيليب
قاي فيليب (بالفرنسية: Guy Philippe) هو سياسي هايتي، ولد في 29 فبراير 1968. حزبياً، نشط في National Reconstruction Front ‏.